# Семигородняя Успенская пустынь
Семигоро́дняя Успе́нская пу́стынь — пустынный монастырь, основанный в XV веке. В 1926 году закрыт, ныне его постройки находятся в руинах. Расположен на территории посёлка Возрождение Харовского района Вологодской области.

## История
Пустынь была основана в начале XV века, когда иноки Дионисия Глушицкого построили в этом месте Церковь Успения Пресвятыя Богородицы. Волость вокруг обители именовалась Семигородней (Семигородской), она же и дала название пустыни — Семигородняя Успенская.
Название волости, по одной из версий, произошло от семи селений, располагавшихся на семи небольших холмах («горах»). и Однако в том же XV столетии на эти места обрушилась моровая язва, в результате чего Семигородская волость практически полностью вымерла, а обитель — запустела.

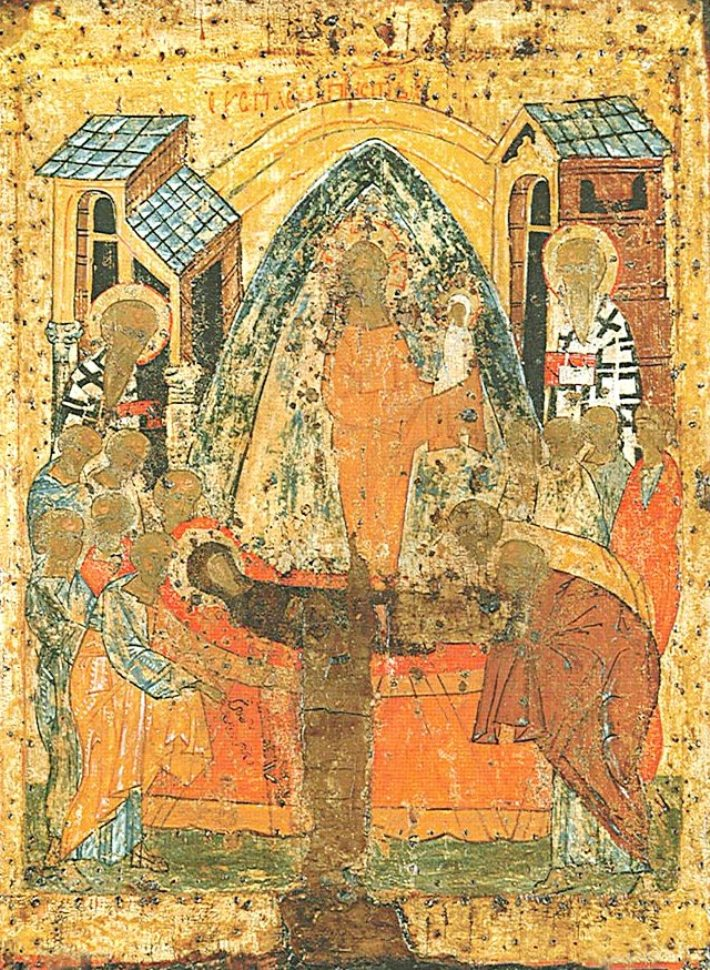
Семигородняя икона Успения Божией Матери. ВГИАХМЗ, Вологда

В XVI веке монастырь, видимо, был возрождён, а волость фигурирует в письменных источниках. Так 12 апреля 1562 года «Семигородово» упоминается в одной из церковных грамот. Однако в Смутное время волость подверглась польско-литовскому нашествию, в результате которого монастырь и Успенская церковь снова опустели.
Возрождение пустыни произошло лишь в середине XVII века. Около 1632 года старица Новодевичьего монастыря Иулиания возобновила в заброшенной Успенской церкви монашескую жизнь. По легенде, Иулиания пришла по указанию явившейся во сне Богородицы, которая обещала исцеление от тяжёлой болезни, если она пойдёт в Семигороднюю пустынь и восстановит её. В заброшенной церкви Иулиания нашла написанную Дионисием Глушицким икону Успения Пресвятой Богородицы, которая впоследствии была признана чудотворной. Иулиания прожила в Семигородней пустыни до своей смерти в 1643 году. 
В 1651 году пустынь была подчинена вологодскому епископу и обращена в мужской монастырь. Однако Семигородняя икона Успения Божией Матери, начиная с этих времён, привлекала в эти места многочисленных паломников и богомольцев, поскольку считалось, что она избавляет от различных тяжёлых болезней и недугов. Поскольку число желавших увидеть икону с каждым годом росло, в 1810 году на 13 вёрст была прочищена лесом широкая дорога для проезжающих к чудотворной Семигородной иконе Богоматери, а в 1816 году из пустыни в уездный центр Кадников постоянно организовывались крестные ходы.
В 1831 году из Семигородней пустыни был организован крупный крестный ход в Вологду с иконой Успения Божией Матери. Проведение крестного хода было вызвано эпидемией холеры, бушевавшей в Вологде. После этого эпидемия сразу значительно ослабела, а вскоре и совсем прекратилась.
В 1871 году Вологду вновь охватила эпидемия холеры и вновь был устроен крестный ход с иконой Успения из Семигородней пустыни. После этого у вологжан сложилась традиция подобных крестных ходов не только в случае эпидемий, но и при угрозе их появления и в годовщины избавления от холеры в 1831 году. Последний крестный ход с иконой состоялся в 1911 году.
1 августа 1896 года в 4 км от пустыни была проложена железная дорога и основана станция Семигородняя, которая впоследствии стала лесопромышленным посёлком.

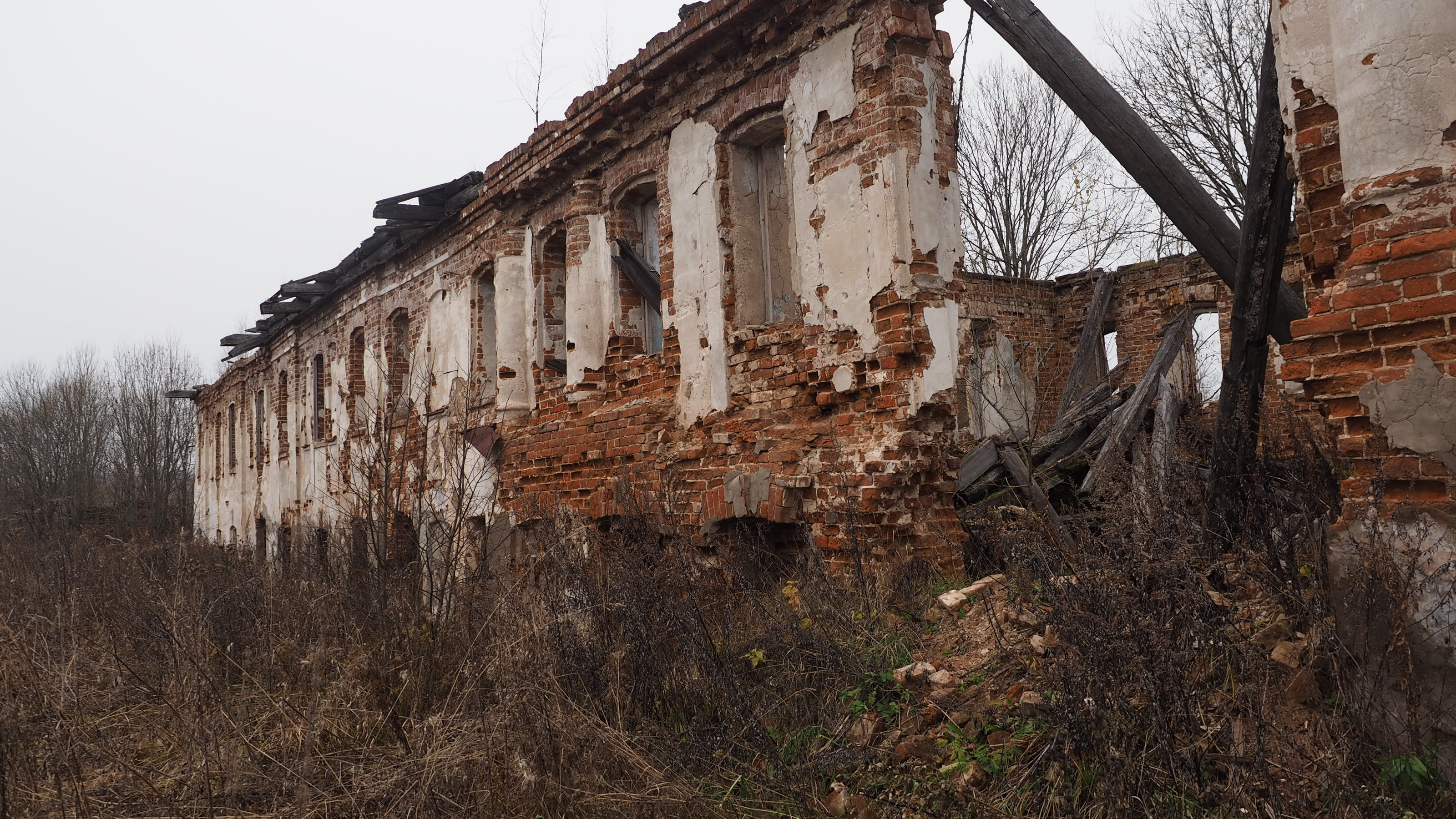
Состояние монастырских построек на 2015 год

После установления советской власти в 1918 году Успенскую Семигороднюю пустынь упразднили, организовав на её месте северную трудовую артель-коммуну «Возрождение», в основном состоявшую из монахов, по-прежнему проводивших богослужения. Таким образом, пустынь, как и многие другие монастыри, продолжала полулегальное существование со всеми монастырскими традициями и атрибутами.
5 января 1919 года все монастырские здания и документация Семигородней пустыни, а также процентные бумаги и росписи вологодского банка на сумму 14.714 рублей были отобраны Пустораменским волостным исполнительным комитетом. Монахам было оставлено 6 келий в двух полукаменных корпусах. Все земли были национализированы, за исключением части земель внутри монастыря.
К 1922 году в обители были изъяты все золотые и серебряные ценности в помощь голодающим Поволжья. 27 января 1926 года был закрыт храм Успения Божией Матери, а 9 февраля 1926 года решением Кадниковского уездного исполкома монастырь был закрыт. На сегодняшний момент постройки Семигородней Успенской пустыни находятся в руинах.

## Настоятели
1. Иулиания (1643). Возобновила службу в заброшенной деревянной церкви Успения и основала при ней женскую обитель. Жила в возрождённой ею пустыни до своей смерти в 1643 году.
2. Мариамна (1643—1651). Обновила иконами старую церковь и построила новую. Приобрела много церковных книг, колоколов, одежды и прочей церковной утвари. Как следует из грамоты царя Алексея Михайловича от 18 марта 1948 года, при ней Семигородняя икона Божией матери объявляется чудотворной. В 1651 году по доносу попадает в немилость царя, после чего была сослана в Успенский Горний монастырь. Сестры разбрелись по миру, а монастырь, подчинившись вологодскому епископу, был обращён в мужской[5][7].
3. Арсений (1652—1658)Семигородняя икона Иоанна Предтечи. ВГИАХМЗ, Вологда
4. Митрофан (1658)
5. Дионисий (1659—1664)
6. Герасим (1664—1668)
7. Кирилл (1668—1671)
8. Дионисий II (1671—1681)
9. Иоасаф (1681—1685)
10. Макарий I (1685—1б9О)
11. Сергий (1690—1692)
12. Филарет (1692—1695)
13. Сильвестр (1695—1714)
14. Варлаам I (1714—1717)
15. Павел I (1717—1718)
16. Арсений II (1719—1726)
17. Дионисий III (1727—1730)
18. Павел II (1731—1740)
19. Рафаил (1741—1743)
20. Макарий II (1744—1745)
21. Исайя (1745—1746)
22. Варлаам II (1747—1752)

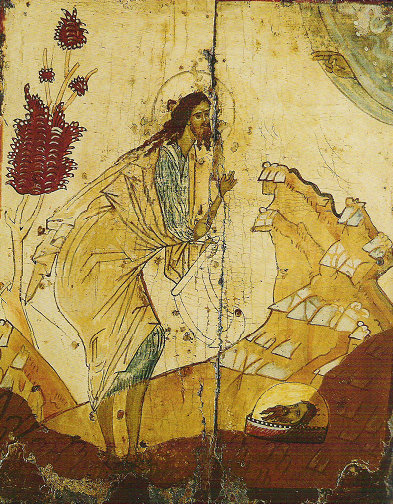
Семигородняя икона Иоанна Предтечи. ВГИАХМЗ, Вологда

23. Феофилакт I (1752—1755). Распорядился воздвигнуть первую каменную церковь, которая была построена в 1755 году.
24. Иаков (1755—1756)
25. Ефрем (1756-1757)
26. Феофилакт II (1757-1764)
27. Моисей (1764—1767)
28. Варлаам III (1770—1772)
29. Алексий (1775—1777)
30. Арсений III (1777—1781)
31. Товия (1782—1785)
32. Антоний (1785—1791)
33. Израиль (1791—1794)
34. Иерофей (1795—1802)
35. Варфоломей (1803—1809). Ввёл устав монашеского общежития. При нём построена каменная ограда с кельями.
36. Геннадий (1809—1827). Добился от вологодского епископа в 1816 году учреждения крестного хода с чудотворною иконою Успения Божией Матери из пустыни к Николаевской Пустораменской церкви (ежегодно 1 июля) и в город Кадников (ежегодно 16 августа) для спасения от невзгод. Распорядился устроить новую колокольню и построить настоятельские кельи на южной стороне монастыря и над святыми воротами[7].
37. Мельхиседек (1827—1831)
38. Макарий III Андронов (1831—1836). При нём были перекрашены храмы, сделан новый иконостас, многие иконы украшены серебряными ризами, пол выстлан чугунными плитами и улучшена ризница.
39. Пафнутий Куликовский (1836—1837)
40. Иринарх Добротин (1837—1839)
41. Сафония Якубов (1840)
42. Вениамин I (1841—1842)
43. Вениамин II (1842—1843)
44. Виктор (1843—1846)
45. Нектарий Глушицкий (1846—1868). Восстановил монастырь после опустошительного пожара 1846 года. Запретил в монастыре употреблять крепкие напитки, учредил в каждый воскресный день после литургии отправлять молебен с акафистом Успению Божией Матери, а с 1856 года ввёл постоянные чтения псалтыря с поминовением братии и благотворителей Семигородней пустыни. Праправнучка Нектария Екатерина Соколова была замужем за известным реставратором Иваном Федышиным. От них родился сын, также известный реставратор — Николай Федышин[7].
46. Александр I Попов (1870—1886)
47. Серафим (1886—1887)
48. Александр II Левитский (1887—1892)
49. Антонин Яблонский (1892—1915). При нём был увеличен монастырский неприкосновенный монастырский капитал на 7 тыс. рублей, построены полукаменный двухэтажный корпус, телячий двор, два новых погреба, баня, водогрейка, кирпичный завод, а также все мосты по дороге к Кадникову, в связи с чем монастырь стал доступен для проезда к нему в любое время года[7]. Выступил резко против строительства железнодорожного пути через территорию монастырских угодий. В результате, был утверждён другой вариант прокладки железной дороги, в 2 км от монастыря, который был реализован в 1896 году. Если бы не позиция настоятеля Антонина, то такие населённые пункты как Семигородняя и Харовск, не появились бы на карте Вологодской области[8].
50. Семион (1915—9 февраля 1926). Приложил значительные усилия для поддержания экономического положения монастыря в годы Первой мировой войны  и после Октябрьской революции 1917 года[7]. Руководил обителью вплоть до её упразднения.

## Реликвии
- Семигородняя икона Успения Божией матери (чудотворная), написанная Дионисием Глушицким. По сторонам иконы изображены архангелы Михаил и Гавриил. Вокруг, на особенной деке вверху - Пресвятая Троица, и несколько пониже - Божия Матерь в славе; с левой стороны - святители: Василий Великий, Григорий Богослов, Иоанн Златоуст; с правой - Петр, Алексий и Иона; внизу - Зачатие, Рождество, Введение во храм и Покров Пресвятыя Богородицы. После избавления Вологды от холеры в 1831 году, вологжане украсили икону серебряно-позолоченной ризой, а ризы на Спасителе и Божией Матери были вынизаны сплошным крупным жемчугом, между которым сияет несколько мелких бриллиантов и других драгоценных камней[1].
- Семигородняя икона Святого Иоанна Предтечи, также написанная Дионисием Глушицким. В левой руке Предтеча держит свиток, надпись на котором не сохранилась (обычно это слова из его проповеди «Покайтеся, приближибося...»), а правая его рука в жесте моления обращена к небу, символически изображенному в виде голубой сферы с благословляющей рукой Божией. За спиной Иоанн изображено полузасохшее дерево, символизирующее грешный род человеческий, с топором у его корня (предрекая Судный день предупреждал: «И секира бо уже при корени древа»). В качестве указания на его жертвенную миссию изображены возносящиеся ввысь горки и усекновенная глава Иоанна на блюде Саломеи[9].